# Lord Nelson (fartyg)
Lord Nelson är ett k-märkt svenskt segelfartyg.
Lord Nelson byggdes av Smith & Stephenson i Grimsby i Storbritannien 1885 som en ketchriggad trålare för Nordsjöfiske. Hon såldes  1899 till ett partrederi i Gullholmen i Sverige och 1928 vidare till ett partrederi på Rossö. Hon har använts som fiskefartyg och som lastfartyg till 1964.